# Thymopides
Thymopides is een geslacht van kreeftachtigen uit de klasse van de Malacostraca (hogere kreeftachtigen).

## Soorten
- Thymopides grobovi (Burukovsky & Averin, 1976)
- Thymopides laurentae Segonzac & Macpherson, 2003